# Franz Vohwinkel
Franz Vohwinkel, född 1964 i München, är en tysk konstnär och illustratör främst inom rollspelsgenren. Efter att han 1991 avslutade sina studier inom grafisk design i Darmstadt samarbetade han samma år med Klaus Teuber vid skapandet av brädspelet Drunter und Drüber. 1996 fick Vohwinkel, som första tyska konstnär, möjligheten att illustrera kort till Magic: The Gathering och Battletech. Vohwinkel har även gjort illustrationer för Dungeons & Dragons-böcker, Warhammer Fantasy Roleplay och Legend of the Five Rings Roleplaying Game. Han har illustrerat över 200 spel och är sedan 2006 bosatt i Seattle, USA.